# Томас Кавендіш
Сер Томас Кавендіш (англ. Thomas Cavendish; 1560 — травень 1592) — англійський мореплавець, дослідник і капер, відомий під прізвиськом «Навігатор». Він був першим, хто свідомо намагався наслідувати сера Френсіса Дрейка — оминувши Південну Америку з Атлантики, здійснив набіг на іспанські міста та кораблі в Тихому океані та повернувся назад навколо мису Доброї Надії, тим самим ставши пятим мореплавцем, що здійснив навколосвітню подорож. Захоплені Кавендішем під час навколосвітнього плавання іспанське золото, шовк і скарби з Тихого океану та Філіппін зробили його заможним. Його найбагатшим призом став 600-тонний іспанський манільський галеон «Santa Ana». Після повернення, королева Англії Єлизавета I посвятила Кавендіш в лицарі. Пізніше він вирушив у другий рейд, але йому не пощастило і він помер в Атлантичному океані у віці 31 рік.

## Раннє життя
Кавендіш був хрещений 19 вересня 1560 року в церкві Святого Мартіна, Трімлі Сент-Мартін, Саффолк. Він був третім сином Вільяма Кавендіша та Мері Вентворт. Коли його батько помер у 1572 році, Кавендіш успадкував значний маєток і був переданий під опіку Томаса Вентворта, 2-го барона Вентворта. Від Вентворта вимагалося, щоб хлопчика підготували до університетської освіти.
Навесні 1576 року у віці 15 років він вступив до коледжу Корпус-Крісті в Кембриджі, але покинув його в листопаді 1577 року, не отримавши ступеня. Потім він вступив до лондонського адвокатського товариства Грейс-Інн і протягом наступних кількох років вів розкішний спосіб життя, налагоджуючи зв'язки в лондонському суспільстві, включаючи королівський двір. Він також познайомився з Річардом Гаклюйтом та іншими представниками з його кола, які виступали за англійську колонізацію Північної Америки. Кавендіш отримав репутацію марнотратника, і між 1583 і 1585 роками він був притягнутий до суду за несплату боргів.
У 1584 році він став членом парламенту від Шефтсбері, Дорсет. У 1585 році він відплив із сером Річардом Гравілем, щоб допомогти в колонізації Роанока, отримавши під час плавання багато цінного досвіду, але втративши гроші на невдалих інвестиціях в колонію. Він був членом парламенту від Вілтона, 1586.

## Перша подорож: успішне навколосвітнє плавання на захід
У 1585 році розпочалась англо-іспанська війна, кульмінацією якої стало створення Іспанської армади та її спроба вторгнення в Англію в 1588 році. Ще до нападу непереможної армади, в 1586 році Кавендіш вирішив повторити навколосвітнє плавання сера Френсіса Дрейка — здійснити набіги на іспанські порти та кораблі в Тихому океані та повернутись до Англії навколо африканського мису Доброї Надії. Отримавши дозвіл на запропоновані ним рейди, Кавендіш побудував 120-тонний вітрильний корабель із вісімнадцятьма гарматами під назвою «Desire» (дослівно — Бажання). До нього приєдналися 60-тонний корабель із десятьма гарматами «Content» і 40-тонний корабель «Hugh Gallant».

### Відправлення та перетин Атлантики
21 липня 1586 року Томас Кавендіш на чолі трьох кораблів та команди з 123 чоловіків відплив з Плімута, Англія. Перетнувши Атлантичний океан, він кинув якір у Магеллановій протоці на острові Санта-Магдалена поблизу іспанського поселення Пунта-Аренас. Там за дві години англійці вполювали та засолили дві повні бочки пінгвінів на їжу. Після тривалого дослідження багатьох заток, лабіринтів і заплутаних проток між островами та мисами Вогняної Землі, 24 лютого 1587 року англійська флотилія вийшла з Магелланової протоки в Тихий океан і попливла на північ вздовж узбережжя Південної Америки.

### Дослідження та набіги на західне узбережжя Південної Америки
Біля тихоокеанського узбережжя Південної Америки Кавендіш потопив або захопив дев'ять іспанських кораблів і пограбував кілька міст, захоплюючи у іспанців свіжу їжу, припаси та скарби. Одночасно Кавендішу довелось навмисно потопити власний корабель «Hugh Gallant», щоб використати його екіпаж для поповнення втрат на інших його кораблях. Згідно з «Книгою Подорожів» Річарда Гаклюйта, він здійснив набіг на острів на узбережжі Еквадору (ймовірно, Ісла-Пуна), але був відбитий із втратами місцевими силами.

### Захоплення манільського галеона

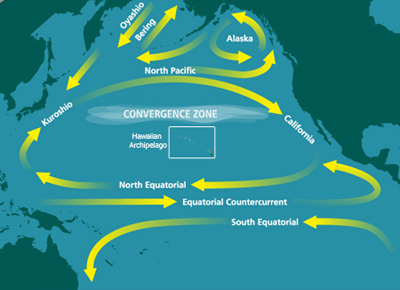
Північно-Тихоокеанські течії та вітри, якими користуються Манільський Ґалеон і Кавендіш, щоб дістатися до Гуаму та Філіппін — Північно-Тихоокеанський коловорот

Штурман одного із захоплених іспанських кораблів розповів, що манільський галеон очікується в жовтні або листопаді 1587 року і він зазвичай зупиняється на мисі Кабо-Сан-Лукас на півострові Баха-Каліфорнія, перш ніж прямувати далі до Акапулько. Згідно рішення іспанських монархів по маршруту Манільських галеонів ходив лише один або два кораблі на рік, на яких перевозились усі товари, накопичені за рік торгівлі на Філіппінах з китайцями та купцями з інших країн за срібло з монетних дворів Перу та Мексики — спеції, шовк, золото та інші дорогі товари.
У 1587 році було два відправлено манільські галеони: «San Francisco» і «Santa Ana». Обидва після відплиття з Філіппін зіткнулися з тайфуном і зазнали кораблерощі біля узбережжя Японії. Лише «Santa Ana» вдалося врятувати і після ремонту цей галеон продовжив плавання.
Досягнувши Каліфорнійської затоки в жовтні 1587 року, Кавендіш і його два кораблі пристали до острова біля Масатланом, де вони провели кілювання своїх кораблів, почистили днища та зробили загальний ремонт. Щоб поповнити запаси води англійцям доводилося копати криниці. Вони відпливли до мису Кабо-Сан-Лукас на півострові Каліфорнія і виставили патрулі, які наглядали за морем в очікуванні манільських галеонів. Вранці 4 листопада 1587 року один зі спостерігачів Кавендіша помітив 600-тонний галеон з командою з понад 200 чоловіків. Після кількагодинної погоні, англійські кораблі наздогнали «Santa Ana». Іспанці не очікували нападу і щоб завантажити на корабель додатковий вантаж, у нього на борту не було гармат. Після кількох годин бою, під час якого іспанці намагалися відбиватися зі стрілецької зброї, «Santa Ana», що вже почала тонути, нарешті опустила свій прапор і здалася.
Через велику різницю між тонажністю між 600-тонного іспанського корабля та англійських «Desire» і «Content» , які спільно могли завантажити лише 180 тон англійці повинні були вибирати, який багатий вантаж вони хотіли б перенести на свої кораблі з набагато більшого Santa Ana. Сто дев'яносто іспанців (включаючи Себастьяна Віскаїно, пізніше дослідника узбережжя Каліфорнії) і філіппінців, членів екіпажу, висадили на берег із продовольством і деякою кількістю зброї в місці, де у них була вода і їжа. Кавендіш взяв на свій корабель двох японських моряків, трьох хлопчиків з Маніли, португальського мандрівника, знайомого з Китаєм, і іспанського штурмана. Вони завантажили все золото (приблизно 100 тройських фунтів / 37,3 кілограма або 122 000 песо), а потім перебрали шовк, дамаск, мускус (використовуваний у виробництві парфумів), спеції, вина та корабельні припаси, щоб обрати те, що вони могли забрати з собою. Дехто в Мексиці стверджував, що загальна вартість вантажу становила приблизно 2 000 000 песо/50 тонн срібла. Після підпалу «Santa Ana» 17 листопада 1587 року «Desire» і «Content» відпливли, щоб розпочати свою подорож через Тихий океан.
Під час горіння «Santa Ana» дрейфувала до узбережжя, де іспанці, що вижили, загасили полум'я, повернули корабель на воду та пошкутильгали в Акапулько. Капітан та екіпаж корабля «Content» не були задоволені результатами розподілу іспанських скарбів. Однієї ночі «Content» підняв вітрила і більше про нього ніхто не чув. Кавендіш на завантаженому скарбами «Desire» намагався уникати будь-яких конфліктів до кінця своєї подорожі.

### Перетин Тихого океану та дослідження островів Південно-Східної Азії
Після перетину Тихого океану, 3 січня 1588 року Кавендіш на «Desire» прибув на острів Гуам. Там він обміняв у тубільців на залізні інструменти свіжі запаси продуктів, воду та деревину. Під час подальших зупинок на Філіппінах, Яві та інших островах він обмінював частину захоплених тканин та інших товарів на свіжі припаси, а також збирав інформацію про китайське та японське узбережжя. Він сподівався використати цю інформацію для розширення наявних знань англійців про місцевість і для можливої майбутньої другої подорожі. Його команда з приблизно 48 чоловік замінила свій зношений одяг і постільну білизну на тканини з шовкового дамасту.
У 1587 році Кавендіш напав на Аревало, столицю іспанського поселення в Ілоїло і це місто стало першим іспанським поселенням на Філіппінах, яке зазнало нападу британських корсарів. Це також було перше зареєстроване британське вторгнення у води Філіппін.

### Повернення до Англії

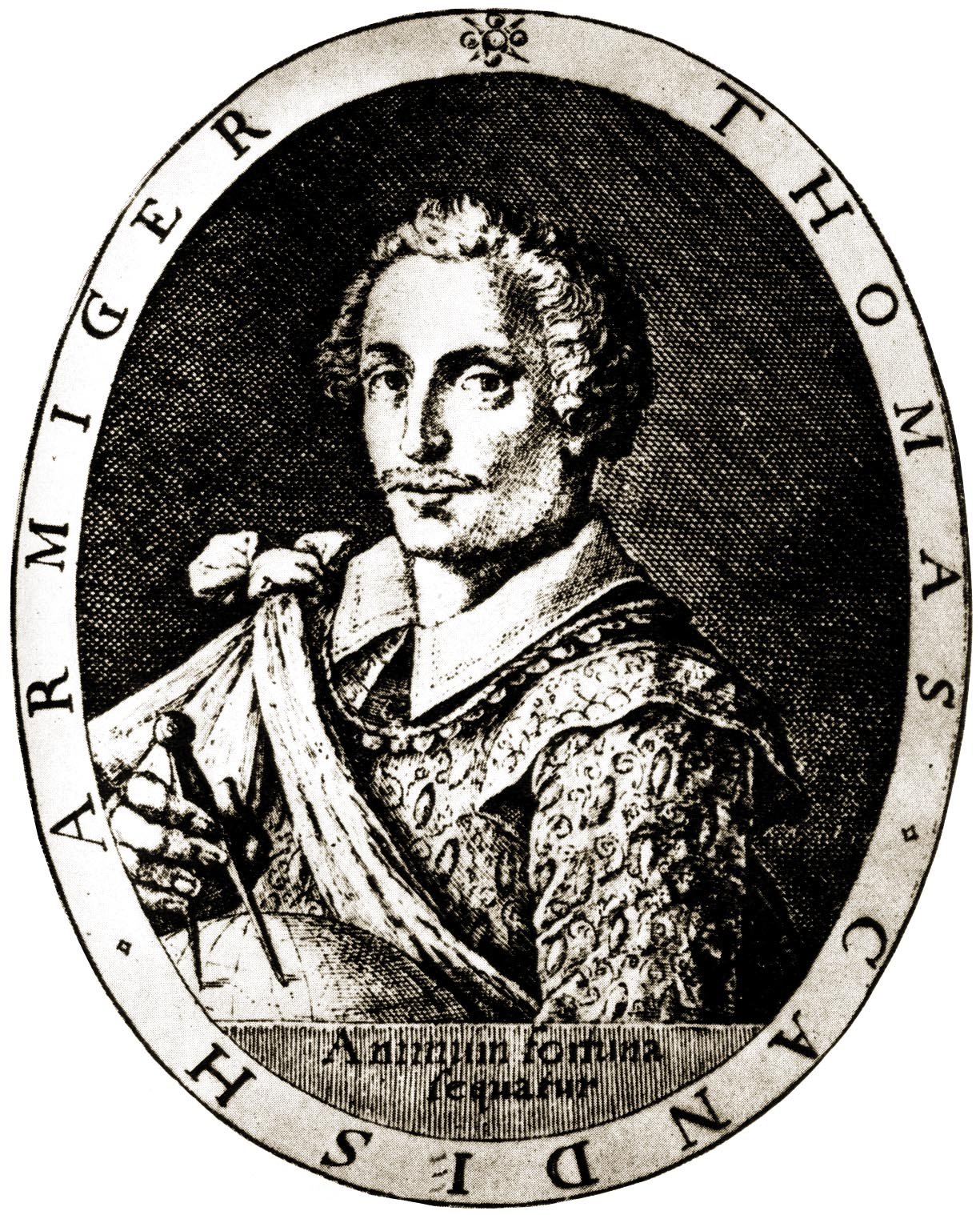
Гравюра з «Hweerologia» Генрі Голланда (1620). Підпис - «Thomas Candish, Armiger. Animum fortuna sequatur,» (лат. — «нехай доля супроводжує мужність»).

До 14 травня 1588 року Кавендіш досяг узбережжя Африки і повернувся до Англії навколо мису Доброї Надії, зупинившись на острові Святої Єлени для поповнення припасів.
9 вересня 1588 року «Desire» зайшов у гавань Плімута, Англія. Пізніше корабель піднявся через Лондон вгору по Темзі, демонструючи публіці свої нові вітрила з блакитного дамасту.
Перша подорож Кавендіша мала величезний успіх як у фінансовому плані, хоча на момент повернення Кавендішу ще не було 28 років. Навколосвітню подорож було завершено за два роки та 49 днів, на дев'ять місяців швидше, ніж Дрейк, хоча, як і Дрейк, Кавендіш повернувся лише з одним зі своїх кораблів і залишком екіпажа приблизно з 48 чоловік. королева Англії Єлизавета I, яка була запрошена на вечерю на борту «Desire» посвятила його в лицарі. Англія святкувала як повернення «Desire», так і поразку іспанської армади на початку того ж року.

## Друге плавання і смерть
В серпні 1591 року Кавендіш вирушив у другу експедицію в супроводі відомого мореплавця Джона Девіса. Вони пішли далі на південь до Магелланової протоки, а потім повернулися до Бразилії, де знайшли прихисток та відремонтували корабель в Ільябелі, а також пограбували поселення Сантос і Сан-Вісенті. Просуваючись далі на північ, вони втратили більшу частину екіпажу в битві проти португальців біля села Віторія, сьогодні столиці штату Еспіриту-Санту. Один покинутий моряк, Ентоні Кнівет, пізніше описав свої пригоди в Бразилії. Кавендіш разом із рештою екіпажу перетнув Атлантику до острова Святої Єлени, але помер з невідомих причин у віці 31 року, ймовірно, біля острова Вознесіння в Південній Атлантиці в 1592 році. В останньому листі Кавендіша, написаному його виконавцеві за кілька днів до його смерті, Джон Девіс звинувачується в тому, що він «лиходій», який спричинив «занепад всієї операції». Джон Девіс продовжив шлях з екіпажем і кораблями Кавендіша та відкрив Фолклендські острови, а потім повернувся до Англії, тоді як більшість його екіпажу загинули від голоду та хвороби.

## У масовій культурі
- Кавендіш є центральною фігурою в історичному романі Яна Весткотта «Капітан для Єлизавети» 1948 року, який розповідає про події його першої навколосвітньої подорожі[11].

- тютюн Кавендіш, популярний люльковий тютюн, названий на честь Томаса Кавендіша.
- У серії аніме та манги One Piece пірат на ім'я Кавендіш посилається на Томаса Кавендіша.